# Янпавліс Вітольд Гнатович
Вітольд Гнатович Янпавліс (нар. 17 липня 1930, Даугавпілс — пом. 21 серпня 2020, Київ) — радянський і український кіноактор та режисер латвійського походження.

## Життєпис
Народився 17 липня 1930 р. у м. Даугавпілсі (Латвія) в родині робітника.
Закінчив акторський факультет Московського театрального училища ім. М. С. Щепкіна (1950).

Могила Вітольда Янпавліса, Байкове кладовище

Був актором, з 1970 р. — другим режисером Київської кіностудії художніх фільмів ім. О. П. Довженка.
Член Національної спілки кінематографістів України.
Дружина — акторка кіностудії ім. Довженка Олександра Соколова (1929—2018). Проживав у Києві, на бульварі Ігоря Шамо (Русанівка).
В останні роки життя хворів, майже не ходив. Помер 21 серпня 2020 року. Був кремований, прах похований у колумбарії Байкового кладовища поряд із прахом дружини (50°24′55.12″ пн. ш. 30°30′18.48″ сх. д. / 50.4153111° пн. ш. 30.5051333° сх. д.).

## Фільмографія

### Акторські роботи
- «Сторінки минулого» (1958, жандарм)
- «НП. Надзвичайна подія» (1958, лікар)
- «Григорій Сковорода» (1959, Іван Шувалов)
- «Солдатка» (1959, науковий співробітник)
- «Кров людська — не водиця» (1960, Данілайтіс)
- «Йду до вас!..» (1961, старпом)
- «Дмитро Горицвіт» (1961, командуючий заставою)
- «Мовчать тільки статуї» (1962, син Гріксона)
- «Вулиця молодшого сина» (1962)
- «Мрії назустріч» (1963)
- «Юнга зі шхуни „Колумб“» (1963, невідомий)
- «Сумка, повна сердець» (1964, комендант)
- «Акваланги на дні» (1966, Алексєєв)
- «До міста прийшло лихо» (1966, Журавльов)
- «Туманність Андромеди» (1967, зорельотчик)
- «Розвідники» (1968, помічник німецького полковника)
- «Дума про Британку» (1969, Романовський)
- «Та сама ніч» (1970, Гайовий)
- «Блакитне і зелене» (1970, к/м)
- «Будьте напоготові, Ваша високосте!» (1978)
- «Пароль знали двоє» (1985) та ін.

## Другий режисер
- «Шлях до серця» (1970)
- «Софія Грушко» (1971)
- «Наперекір усьому» (1972, у співавт.)
- «Будні карного розшуку» (1973)
- «Весілля» (1973)
- «Анна і Командор» (1974)
- «Там вдалині, за рікою» (1975)
- «Припустимо — ти капітан...» (1976)
- «Будьте напоготові, Ваша високосте!» (1978)
- «Лісова пісня. Мавка» (1980)
- «Капіж» (1981)
- «Побачення» (1982)
- «Легенда про княгиню Ольгу» (1983)
- «В лісах під Ковелем» (1984, т/ф, З с),
- «Пароль знали двоє» (1985)
- «Крижані квіти» (1986)
- «Руда фея» (1987)
- «Козаки йдуть» (1991)
- «Очікуючи вантаж на рейді Фучжоу біля пагоди» (1994, у співавт.)
- «Обережно! Червона ртуть» (1995) та ін.